# Choluteca
Choluteca é uma cidade de Honduras e capital do departamento homônimo.
A cidade fica localizada às margens do Rio Choluteca no centro do departamento.